# ウィロー (ゲーム)
『ウィロー』 (WILLOW) は、Mindscapeが1988年に発売した各種パーソナルコンピュータ対応ゲームおよび、カプコンが1989年に発売したアーケードゲーム、ファミリーコンピュータ用ソフト。
いずれも映画『ウィロー』（1988年）を基にしているが、内容はそれぞれの機種で全く異っている。

## パーソナルコンピュータ版
1988年に北米、欧州にて発売された。ジャンルはアクションアドベンチャーゲームとなっており、一人称視点のアドベンチャーパートとトップビューのアクションパートがある。
Amiga、Atari ST、コモドール64、PC/AT互換機用として発売された。

## アーケード版
1人プレイ専用（2人交互プレイ可能）。
2Dアクションゲームだが、主人公がステージごとに切り替わる点が特徴。全6ステージ。

### ゲーム内容
ボタンを押しっぱなしにすると気合がたまり、強力な攻撃ができる。敵を倒すことでお金が手に入り、店でアイテムを買うことでパワーアップできる。システム的には気合をためるゲージの上限があがり、ためた時間に応じた攻撃が可能というもの。
特にウィローは、新しい魔法を買えば買うほど多彩な魔法（攻撃手段）が使えるようになる。逆にマドマーティガンは攻撃力とリーチ（しかもウィローと比べてかなり短い）しか変わらない。

### 設定

#### ストーリー
ノックマーを支配するバブモーダ女王は「体に印を持つ特別な子が生まれ、女王を滅ぼす」という予言を恐れていた。女王は生まれた子をすぐに手にかけるつもりだったが、助産婦の手で赤子は川に流され、ネルウィン谷にたどりつく。
映画ではウィローが村に流れ着いた赤ん坊のエローラを人間の元に送り返すため、長老オールドウィンの指示を受けて親友のミゴッシュとともに旅立つ。その旅の中で妖精の女王シャーリンドリアに「あなたは希望の子エローラを助けるべく選ばれたのだ」と言われ、バブモーダとの戦いに巻き込まれていく。
ゲームでは冒頭ですでにエローラがバブモーダにさらわれたことになっていて、ナレーションで旅立つことが語られ「気をつけていくのじゃ」と長老のオールドウィンに言われて旅立つという具合に短くまとめられている。
エンディングではバブモーダが倒され世界に平和が戻り、偉大なる魔術師ウィローと勇敢なる名戦士マドマーティガンの名が語り継がれる。
なお、映画とゲームでは、キャラクター名および固有名詞の日本語表記が若干異なる。

#### ステージ構成
STAGE1：クロス・ロード
プレイヤー：ウィロー
ボス：デスドラゴ
このステージをクリアすると、マドマーティガンを助けることができる。
クリア時デモ：マドマーティガン
STAGE2：チェルリンドゥリアの森
プレイヤー：マドマーティガン
ボス：存在しない。ウィローが操る馬車の上で敵の攻撃をやりすごす。
クリア時デモ：シャーリンドリア
STAGE3：フィン・ラジィールの島
プレイヤー：ウィロー
ボス：キングドゥルイド
クリア時デモ：フィン・ラジィール
STAGE4：ソーシャのキャンプ
プレイヤー：マドマーティガン
ボス：ソーシャ
クリア後はウィローとマドマーティガンがソリで斜面を下りながら金貨を取るボーナスステージになる。マドマーティガンだけはソリから滑り落ちて雪玉になり、人家に激突する間抜けなオチがつく。
クリア時デモ：エアク
STAGE5：ティア・アスリーン城
プレイヤー：ウィローとマドマーティガンのどちらかを選択（道中を有利に進めるウィロー、ボスを速攻で倒せるマドマーディガンと特徴が出る）。
ボス：エボシィスク
クリア時デモ：カエール将軍
STAGE6：ノックマー城
プレイヤー：前半・マドマーティガン、後半・ウィロー
ボス：前半・カエール将軍、後半・バブモーダ女王
前半クリア時デモ：バブモーダ女王
- エンディング：マドマーティガン→フィン・ラジィール→エアク→カエール将軍→バブモーダ女王→エローラ・ダナンの順でグラフィックが出る。

なお、クリア時のデモグラフィックは、映画版の俳優をそのまま超リアルに描写したCGである。

### 主要キャラクター
ウィロー・アフグット（Willow Ufgood）
ネルウィン族の農夫兼魔法使い。プレイヤーキャラクター。
リーチの長いマジックボールで攻撃。攻撃ボタンを押し続けると気合がたまり、たまったゲージの長さに応じて様々な魔法が使える。
なお、エンディングではウィロー・アフグッドと表記されている。
ストーリーの都合もあるが、映画よりたくましくなっている。
マドマーティガン（Madmartigan）（映画：マッドマーティガン）
放浪の剣士。プレイヤーキャラクター。
剣で攻撃。気合をためると威力が上がり、間合いも広くなる。他に攻撃のバリエーションがないのが欠点。
衣装は映画とは違いティア・アスリーン城で入手した鎧を最初から装備している。
ブラウニーズ（Brownie）
ウィローよりも一回り小さく、槍を持った妖精。隠しキャラクター。
映画ではロールとフランジーンの名前のコンビでウィローと共に旅をする仲間だが、ゲームでは道中のどこかに隠れていて魔法や剣がエフェクトが鳴って途中で消える場所を数回攻撃すると登場し接触するとオプションになり、槍を投げて共に戦ってくれる。ゲーム中では一人しか登場しない。
フィン・ラジィール（Fin Raziel）（映画：フィン・ラゼル）
バブモーダに対する「良い魔法使い」で、映画では最後にバブモーダと戦ったりするのだが、ゲームではデモ画面でのみ登場。
登場時はバブモーダに呪いをかけられているため、フクロネズミの姿である。
ソーシャ（Sorsha）
バブモーダの娘。映画では紆余曲折を経てマドマーティガンに惚れ込み、味方になるのだが、ゲームでは倒したら先に進むだけ。
エアク（Airk Thaughbaer）
デモ画面でのみ登場。バブモーダに全滅させられたギャラドーンの残党。映画ではマドマーティガン以上の剣の腕を持ち、彼と共にカエール将軍に戦いを挑むが激戦の末倒される。
カエール将軍（General Kael）（映画：ケール将軍）
マドマーティガンの宿敵と紹介されているが、ゲーム内ではそれらしい描写も言及もなく対戦前にはエアクを倒した描写もない。
なお映画ではケール将軍、アーケード版ではカエール将軍、ファミコン版ではケイル将軍と表記が各メディアで異なる。
攻撃は正面斬りに下突きと正面防御。
バブモーダ女王（Queen Bavmorda）（映画：バブモルダ女王）
悪の女王。
ゲーム開始時にエローラをさらった。
エローラ・ダナン（Elora Danan）
バブモーダが恐れる赤子。エンディングで登場する。

### スタッフ
- 企画：KAWANORIDER（川野広行）、DERU DERU ITOH（伊東正剛）
- プログラム：PROFESSOR ARAI（新井幸雄）、QUEEN TOMITA（とみたきょうこ）、YOKOYAN、UEYAN
- キャラクター・デザイン：FRUNKY KAZU、BAKUHATSU YOKOZO（よこたよこぞう）、TERUKUN、HIRAMACHO、KURIBOW（栗原明美）、PUTTSUN MIDORI、SADAKICHI（松本貞姫）、OYUU（中村幽子）、RINMA、OKACHAN
- 音楽：OGERETSU KUN（立石孝）
- ハード・デザイン：KUCCHAN（口野真司）
- ディレクション：KIHAJI OKAMOTO（岡本吉起）

### 評価
ゲーム誌『ゲーメスト』の企画「第3回ゲーメスト大賞」（1989年度）で、読者投票によりベスト演出賞10位、年間ヒットゲーム21位を獲得している。

## ファミリーコンピュータ版
カプコンより2DタイプのアクションRPGとして1989年に発売された。

### 概要
ウィローのみ操作して、剣と魔法で戦う。マドマーティガンもソーシャもサブキャラクター扱いである。マドマーティガンの役割まで持ったため、アーケード版よりもさらにたくましいウィローになっている。
登場キャラクターの顔グラフィックは、アーケード版ほど似ていない。また、「お金」の概念が存在せず、必要なものは全て金を必要としない手段で入手する。ゲームオーバーにならないと、ゲームを続行させるパスワードは表示されない。

### スタッフ
- ゲーム・デザイン：北村玲
- プログラム：DAVID BOØWY、MOE
- ビジュアル・デザイン：MANASHI（本間雅子）、YUKI（京谷有紀）、NAGINEKO
- モンスター・デザイン：TOM-PON（富田直哉）、FISH MAN（松村ひろのり）、TALL NOB
- サウンド・プログラム：藤田晴美
- スペシャル・サンクス：HEARTY.J、MAKICHAN

### 評価
ゲーム誌『ファミコン通信」の「クロスレビュー」では合計26点（満40点）、『ファミリーコンピュータMagazine』の読者投票による「ゲーム通信簿」での評価は以下の通り21.05点（満30点）となっている。同誌1991年5月10日号特別付録の「ファミコンロムカセット オールカタログ」では、「洗練されたゲームシステム」、「魔法は12種類と少なめだが、それぞれはっきりと特徴づけられており、かえって使い易い」、「原作イメージを損なわないストーリー展開や判りやすいゲームシステム、そして簡単な操作法など、RPGファンにおすすめの1本」と紹介されている。
| 項目 | キャラクタ | 音楽 | 操作性 | 熱中度 | お買得度 | オリジナリティ | 総合  |
| 得点 | 3.74       | 3.54 | 3.56   | 3.55   | 3.33     | 3.33           | 21.05 |